# Classificació estructural de proteïnes
La classificació estructural de proteïnes (Structural Classification of Proteins, SCOP) de bases de dades és en gran part una classificació manual dels dominis de proteïnes estructurals basats en les similituds de les seves estructures i seqüències d'aminoàcids. Una de les motivacions per aquesta classificació és determinar les relacions evolutives entre les proteïnes. Les proteïnes amb les mateixes formes però que tenen poc o seqüència de similitud funcional es col·loquen en diferents "superfamilies", i se suposa que només tenen un avantpassat comú molt llunyà. Les proteïnes que tenen la mateixa forma i una similitud de seqüència i/o funció es col·loquen en "famílies", i se suposa que tenen un ancestre comú més prop.
La base de dades SCOP és de lliure accés a Internet. SCOP va ser creat el 1994. És mantingut per Alexei G. Murzin i els seus col·legues en el Laboratori de Biologia Molecular de Cambridge, Anglaterra. Al setembre de 2012, la versió actual de l'SCOP és 1,75 (publicada al juny de 2009). Una instantània de la propera versió de la SCOP, que es diu pre-SCOP (versió preliminar), és accessible des de la pàgina principal de la SCOP.